# Trevon Diggs
Trevon Diggs (geboren am 20. September 1998 in Gaithersburg, Maryland) ist ein US-amerikanischer American-Football-Spieler auf der Position des Cornerbacks. Er spielte College Football für die University of Alabama und steht seit 2020 bei den Dallas Cowboys in der National Football League (NFL) unter Vertrag.

## College
Diggs spielte an der Highschool als Wide Receiver und als Cornerback. Er besuchte zunächst die Thomas Sprigg Wootton High School in Rockville, Maryland. Nach zwei Jahren wechselte Diggs an die Avalon School in Wheaton, nachdem sein Coach dorthin gewechselt war. Ab 2016 ging er auf die University of Alabama, um College Football für die Alabama Crimson Tide zu spielen.
Als Freshman wurde Diggs 2016 als Safety und später als Wide Receiver eingesetzt, dabei fing er elf Pässe für 88 Yards und einen Touchdown. Darüber hinaus spielte er auch als Kick Returner und als Punt Returner. Vor seinem zweiten Jahr am College wechselte Diggs auf die Position des Cornerbacks. In der Saison 2017 war er Ergänzungsspieler in der Defensive und wurde erneut als Return Specialist eingesetzt. Mit Alabama gewann er das College Football Playoff National Championship Game. In der Spielzeit 2018 schaffte Diggs den Sprung in die defensive Stammformation der Crimson Tide. In seinem ersten Jahr als Stammspieler gelang ihm seine erste Interception. Allerdings erlitt er im sechsten Spiel der Saison gegen die Arkansas Razorbacks eine Fußverletzung, wegen der er für den Rest der Saison ausfiel. Im Jahr 2019, seinem letzten Jahr in Tuscaloosa, wurde Diggs in das All-Star-Team der Southeastern Conference (SEC) gewählt. Er konnte 2019 drei Interceptions fangen. Insgesamt lief Diggs in 46 Spielen für die Alabama Crimson Tide auf.

## NFL
Im NFL Draft 2020 wurde Diggs in der zweiten Runde an 51. Stelle von den Dallas Cowboys ausgewählt. Da die Secondary der Cowboys durch den Abgang von Byron Jones geschwächt war, wurde Diggs vom ersten Spieltag seiner Rookiesaison an als Stammspieler eingesetzt. Er kam in zwölf Spielen zum Einsatz, vier Spiele verpasste er wegen eines gebrochenen Fußes. Diggs konnte 14 gegnerische Pässe verhindern und fing drei Interceptions.
In den ersten drei Partien der Saison 2021 gelangen Diggs drei Interceptions, darunter ein Pick Six. Er wurde als NFC Defensive Player Of The Month im September ausgezeichnet. Am vierten Spieltag fing Diggs gegen die Carolina Panthers zwei weitere Interceptions. Gegen die New England Patriots gelang Diggs sein zweiter Interception-Return-Touchdown. Er konnte als vierter Spieler der NFL-Geschichte in den ersten sechs Spielen der Saison jeweils mindestens einen Ball abfangen. Diggs konnte am 26. Dezember 2021 im Spiel gegen das Washington Football Team seine insgesamt elfte Interception verzeichnen und führte damit die NFL in dieser Saison in Interceptions an, zuletzt waren Everson Walls 1981 elf Interceptions in einer Saison gelungen. Aufgrund seiner aggressiven Spielweise ließ Diggs in der Saison 2021 über 1000 Yards durch die Luft zu und führte damit ebenfalls die NFL an.
In der Saison 2022 wurde Diggs erneut in den Pro Bowl gewählt. Er verzeichnete insgesamt drei Interceptions. Im Juli 2023 einigte Diggs sich mit den Cowboys auf eine Vertragsverlängerung um fünf Jahre im Wert von 97 Millionen US-Dollar. Am 21. September 2023 zog Diggs sich im Training einen Kreuzbandriss im linken Knie zu, der seine Saison nach nur zwei Spielen vorzeitig beendete.

### NFL-Statistiken
| Saison                             | Saison | Spiele | Spiele      | Tackles | Tackles | Tackles | Tackles | Interceptions | Interceptions | Interceptions | Interceptions | Interceptions | Fumbles | Fumbles | Fumbles |
| Jahr                               | Team   | Spiele | als Starter | Gesamt  | Solo    | Ast     | Sacks   | PD            | INT           | Yds           | Lng           | TD            | FF      | FR      | TD      |
| ---------------------------------- | ------ | ------ | ----------- | ------- | ------- | ------- | ------- | ------------- | ------------- | ------------- | ------------- | ------------- | ------- | ------- | ------- |
| 2020                               | DAL    | 12     | 11          | 58      | 49      | 9       | 1,0     | 14            | 3             | 43            | 33            | 0             | 1       | 0       | 0       |
| 2021                               | DAL    | 16     | 16          | 52      | 43      | 9       | 0,0     | 21            | 11            | 142           | 59            | 2             | 0       | 0       | 0       |
| 2022                               | DAL    | 17     | 17          | 59      | 50      | 9       | 0,0     | 14            | 3             | 10            | 7             | 0             | 0       | 1       | 0       |
| 2023                               | DAL    | 2      | 2           | 4       | 4       | 0       | 0,0     | 3             | 1             | 8             | 8             | 0             | 1       | 0       | 0       |
| 2024                               | DAL    | 11     | 11          | 42      | 35      | 7       | 0,0     | 11            | 2             | 1             | 1             | 0             | 0       | 0       | 0       |
| Gesamt                             | Gesamt | 58     | 57          | 215     | 181     | 34      | 1,0     | 63            | 20            | 204           | 60            | 2             | 2       | 1       | 0       |
| Quelle: pro-football-reference.com |        |        |             |         |         |         |         |               |               |               |               |               |         |         |         |

## Spielstil
Durch seine aggressive Spielweise gelingen Diggs viele Interceptions, allerdings lässt er auch häufig viel Raumgewinn zu. Dabei wird Diggs vor allem gegen „Double Moves“ von Wide Receivern häufig geschlagen, da er versucht, die Route zu undercutten und so eine Interception zu fangen. Die Route umfasst zwei Cuts des Receivers. Der erste dient dazu, den Verteidiger aus der Reserve zu locken, der zweite ist die eigentliche Route, die er läuft.

## Persönliches
Sein Bruder Stefon Diggs ist ebenfalls in der NFL aktiv und spielt als Wide Receiver für die Houston Texans. Zuvor war er bei den Minnesota Vikings und den Buffalo Bills.